# 沈林一
沈林一（1866年—？），字昆甫，江蘇無錫人。中國清末民初學者。

## 生平
沈林一为清朝举人，曾任山西候补道，后以硕学通儒任资政院议员。自1909年起，他兼充宪政编查馆总务处会办。

## 著作
- 中西錢幣考略（收入《練青軒類稿》）
- 中西度量衡考略（收入《練青軒類稿》）
- 五洲属国纪略
- 俄屬紀略
- 缅甸纪略
- 自強芻議
- 出使英法义比日记跋
- 出使日记续刻跋